# 1881年大彗星
1881年大彗星（Great Comet of 1881），也稱為泰布特彗星，正式編號為C/1881 K1、1881 III、1881b。1881年大彗星是一顆長週期彗星，由澳洲業餘天文學家約翰·泰布特（John Tebbutt）於1881年5月22日在新南威爾斯州溫莎發現。它因為出現時的亮度被稱為大彗星。

## 發現
6月1日，約翰·泰布特發現彗星尾巴的長度為8°38′。從發現到6月11日為止，這顆彗星在南半球被觀測到。到6月22日，它成為肉眼可見的壯觀天體。6月25日，尾長約25°，核心亮度為1等。到了八月份，這顆彗星仍然是肉眼可見，但是到了8月底，彗尾就難以辨認了。卡米耶·弗拉马里翁一直在阿爾卑斯山海拔1,000至2,000公尺的位置觀測這顆彗星直到9月初 。最後一次成功使用望遠鏡觀測彗星是在1882年2月15日。
亨利·德雷伯對於泰布特彗星拍攝了第一張彗星尾部的廣角照片和第一張彗星頭部的光譜。安德魯·康蒙（Andrew Ainslie Common）使用36英寸的牛頓反射望遠鏡拍攝了這顆彗星。